# Spezia Calcio
Spezia Calcio är en fotbollsklubb i La Spezia i Italien, grundad 1906.
2002 erhöll Spezia den speciella heders-scudetton från 1944, alltså efter 58 års väntan.
Säsongen 2020/2021 spelade Spezia i Serie A för första gången i klubbens historia.

## Spelare

### Truppen
| Nr | Land          | Pos | Namn                                 |
| -- | ------------- | --- | ------------------------------------ |
| 1  | Nederländerna | MV  | Jeroen Zoet                          |
| 6  | Marocko       | MF  | Mehdi Bourabia (lån från Sassuolo)   |
| 7  | Italien       | F   | Jacopo Sala                          |
| 8  | Ukraina       | MF  | Viktor Kovalenko (lån från Atalanta) |
| 10 | Italien       | A   | Daniele Verde                        |
| 11 | Ghana         | A   | Emmanuel Gyasi                       |
| 13 | Polen         | F   | Arkadiusz Reca (lån från Atalanta)   |
| 14 | Polen         | F   | Jakub Kiwior                         |
| 15 | Bulgarien     | F   | Petko Hristov                        |
| 15 | Slovakien     | A   | David Strelec                        |
| 17 | Israel        | A   | Suf Podgoreanu                       |
| 18 | Angola        | A   | M'Bala Nzola                         |
| 19 | Gambia        | A   | Ebrima Colley (lån från Atalanta)    |
| 20 | Italien       | F   | Simone Bastoni                       |
| 21 | Spanien       | F   | Salva Ferrer                         |

| Nr | Land                    | Pos | Namn                             |
| -- | ----------------------- | --- | -------------------------------- |
| 22 | Frankrike               | A   | Janis Antiste                    |
| 25 | Italien                 | MF  | Giulio Maggiore                  |
| 27 | Frankrike               | F   | Kelvin Amian                     |
| 28 | Kroatien                | F   | Martin Erlic (lån från Sassuolo) |
| 31 | Sverige                 | MF  | Aimar Sher                       |
| 33 | Colombia                | A   | Kevin Agudelo (lån från Genoa)   |
| 40 | Bosnien och Hercegovina | MV  | Petar Zovko                      |
| 43 | Grekland                | F   | Dimitrios Nikolaou               |
| 54 | Albanien                | A   | Rey Manaj (lån från Barcelona)   |
| 77 | Italien                 | F   | Nicolò Bertola                   |
| 80 | Italien                 | MF  | Niccolò Pietra                   |
| 88 | Brasilien               | MF  | Léo Sena                         |
| 94 | Italien                 | MV  | Ivan Provedel                    |
| 99 | Italien                 | A   | Diego Zuppel                     |
| -  | Italien                 | A   | Eddie Salcedo (lån från Genoa)   |

### Utlånade spelare
| Nr | Land     | Pos | Namn                                                  |
| -- | -------- | --- | ----------------------------------------------------- |
|    | Italien  | F   | Elio Capradossi (i SPAL till 30 juni 2022)            |
|    | Sverige  | F   | Emil Holm (i Sönderjyske till 30 juni 2022)           |
|    | Danmark  | MF  | Emil Kornvig (i Sönderjyske till 30 juni 2022)        |
|    | Albanien | A   | Kleis Bozhanaj (i Casa Pia till 30 juni 2022)         |
|    | Portugal | A   | Leandro Sanca (i Casa Pia till 30 juni 2022)          |
|    | Italien  | F   | Lorenzo Colombini (i Giana Erminio till 30 juni 2022) |
|    | Italien  | F   | Luca Vignali (i Como till 30 juni 2022)               |

| Nr | Land       | Pos | Namn                                                |
| -- | ---------- | --- | --------------------------------------------------- |
|    | Italien    | MF  | Matteo Figoli (i Carrarese till 30 juni 2022)       |
|    | Italien    | A   | Mattia Gaddini (i Sestri Levante till 30 juni 2022) |
|    | Island     | A   | Mikael Egill Ellertsson (i SPAL till 30 juni 2022)  |
|    | Montenegro | A   | Ognjen Stijepovic (i Pistoiese till 30 juni 2022)   |
|    | Italien    | A   | Riccardo Bellucci (i Prato till 30 juni 2022)       |
|    | Slovakien  | A   | Samuel Mraz (i Slovan Bratislava till 30 juni 2022) |

### Kända spelare
Se också Spelare i Spezia Calcio 1906
- Goran Pandev
- Luciano Spalletti
- Jorge Vargas